# Solnzewo (Kursk)
Solnzewo (russisch Со́лнцево) ist eine Siedlung städtischen Typs in der Oblast Kursk in Russland mit 4295 Einwohnern (Stand 14. Oktober 2010).

## Geographie
Der Ort liegt etwa 50 km Luftlinie südöstlich des Oblastverwaltungszentrums Kursk am linken Ufer des Flusses Seim.
Solnzewo ist Verwaltungszentrum des Rajons Solnzewski sowie Sitz und einzige Ortschaft der Stadtgemeinde (gorodskoje posselenije) Possjolok Solnzewo.

## Geschichte
Der Ort wurde 1887 unweit des westlich der 1869 eröffneten Bahnstrecke Moskau – Charkow gelegenen Dorfes Nikolskoje und der dortigen Bahnstation Solnzewo östlich der Strecke als Korowino gegründet. Die Bahnstation war nach den örtlichen Großgrundbesitzern, der Adelsfamilie Solnzew, benannt.
Am 16. Juni 1928 wurde der Ort Verwaltungssitz eines neu geschaffenen, nach der Bahnstation benannten Rajons. Im Zweiten Weltkrieg wurden Korowino und die Bahnstation Solnzewo Ende November 1941 von der deutschen Wehrmacht eingenommen, im Januar 1942 vorübergehend und am 15. Februar 1943 endgültig von der Roten Armee zurückerobert.
Am 4. Mai 1967 erhielt der Ort den Status einer Siedlung städtischen Typs. Am 30. Juni 1967 erfolgte die Anpassung des Ortsnamens an die Bezeichnung des Rajons (auch mit Bezug zu russisch solnze für „Sonne“).

### Bevölkerungsentwicklung
| Jahr | Einwohner |
| ---- | --------- |
| 1897 | 2271      |
| 1939 | 1182      |
| 1959 | 3814      |
| 1970 | 4795      |
| 1979 | 4558      |
| 1989 | 4993      |
| 2002 | 4475      |
| 2010 | 4295      |
| 2021 | 3622      |

Anmerkung: Volkszählungsdaten

## Verkehr
Solnzewo besitzt einen Bahnhof bei Kilometer 592 der auf diesem Abschnitt 1869 eröffneten und seit 1960 elektrifizierten Eisenbahnstrecke Moskau – Kursk – Belgorod – Charkiw (Ukraine).
Die Siedlung liegt an der Regionalstraße 38K-032, die von der 38K-021 über das östlich benachbarte Rajonzentrum Manturowo kommend weiter nach Obojan führt, wo gut 40 km südwestlich Anschluss an die föderale Fernstraße M2 besteht. Von Solnzewo nach Norden verläuft die 38K-031 zur knapp 30 km entfernten föderalen Fernstraße R298 Kursk – Woronesch – Borissoglebsk.